# George Thompson (engenheiro)

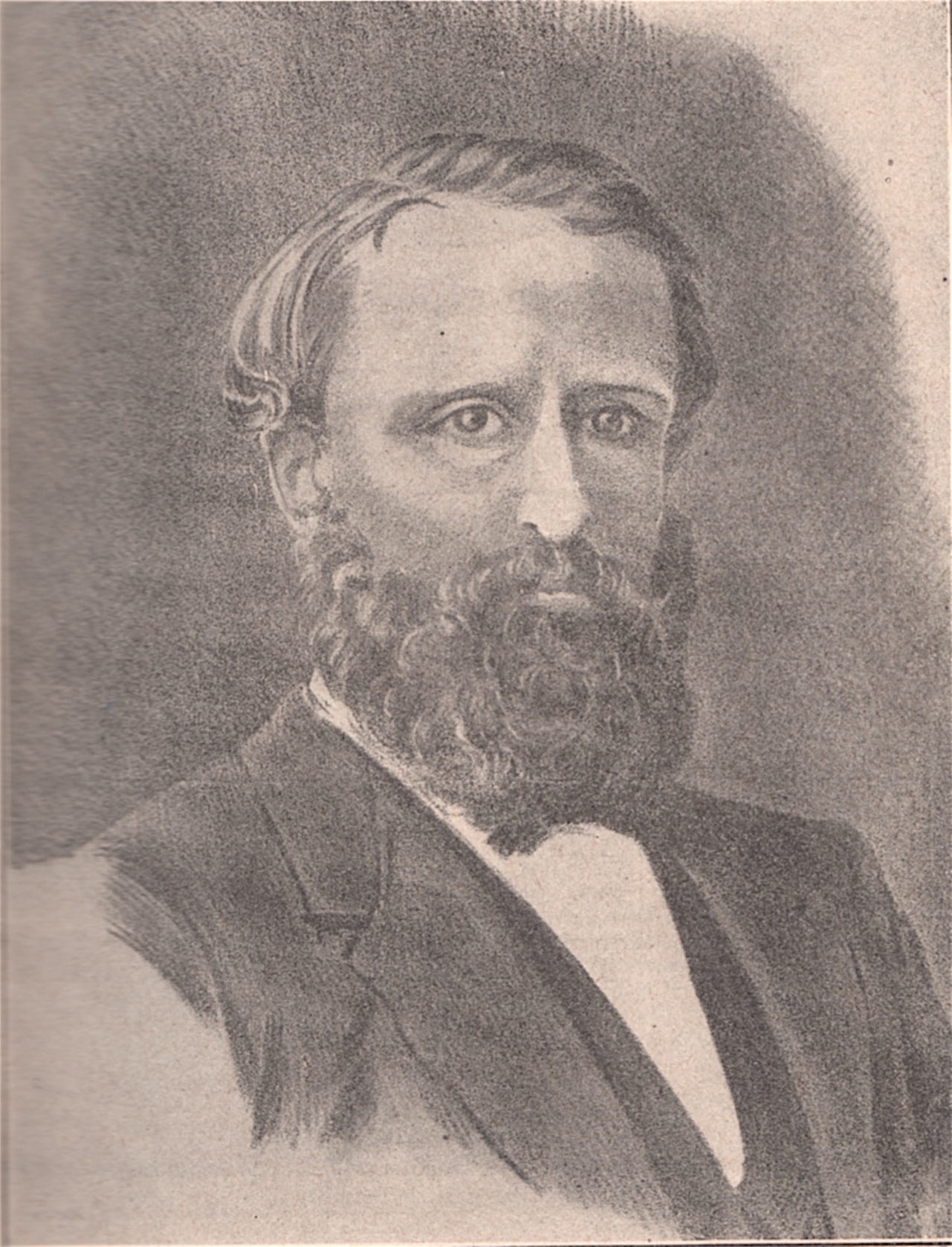
Jorge Thompson. O único retrato conhecido, presumivelmente depois da guerra.

George Thompson (1839-1876) foi um engenheiro e oficial militar inglês que se encarregou da engenharia militar paraguaia durante a Guerra do Paraguai. Ele foi o autor de uma importante fonte sobre sua história.

## Início da vida
Thompson nasceu em Greenwich em 26 de março de 1839. Em 1849 foi enviado para uma escola perto de Stuttgart, da qual deixou em 1852, continuando seus estudos perto de Londres até 1854. De 1855 a 1857 serviu como aprendiz nas obras do governo em Malta, e foi colocado na equipe de engenharia da fábrica de gás naquela ilha. Ele voltou para a Inglaterra em 1857 e logo depois foi contratado por um ano como desenhista em uma fábrica de locomotivas. Essa foi a soma total de sua experiência em engenharia quando partiu para a América do Sul em 1858, aos 19 anos.

## Paraguai
Em meados do século XIX, o governo de Carlos Antonio López, determinado a abrir o Paraguai à tecnologia moderna, contratou para isso um número considerável de técnicos, principalmente britânicos.
Em setembro de 1858, Thompson se juntou à equipe da ferrovia Assunção-Villarica no Paraguai, trabalhando com os engenheiros britânicos George Paddison, Burrell e Valpy. Embora jovem, logo foi considerado um dos melhores eruditos guaranis entre os ingleses, além de falar fluentemente cinco ou seis outras línguas.

## A Guerra do Paraguai

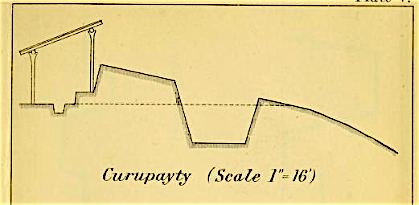
Perfil da trincheira em Curupayty, desenhado por Thompson. (Esboço de George Thompson.)

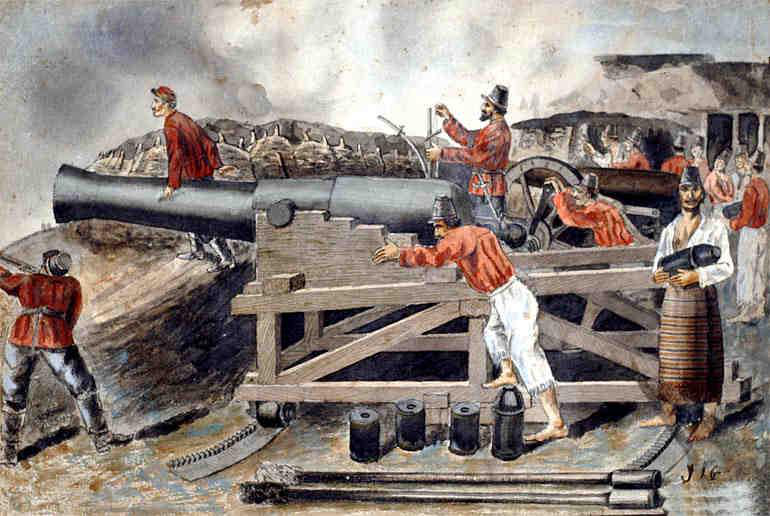
Bateria Angostura: Os dois oficiais, um calculando a elevação e outro vigiando, são o comandante Lucas Carrillo e George Thompson. Do general argentino e aquarelista José Ignacio Garmendía (1841-1925).

Após a guerra entre o Paraguai e as forças aliadas do Brasil e as Repúblicas Argentina e Uruguaia, Thompson ofereceu seus serviços como engenheiro militar ao presidente paraguaio, Francisco Solano López, em 1865. A oferta foi aceita e ele se juntou ao exército em junho daquele ano, tendo papel de destaque na guerra até o final de 1868. No início da guerra, Thompson era engenheiro ferroviário e não tinha nenhuma experiência militar. Além disso, durante a guerra, o engenheiro militar chefe nominal do Paraguai, o coronel húngaro Wisner de Morgenstern (que havia projetado a Fortaleza de Humaitá) ficou gravemente doente, e assim o trabalho caiu nos ombros de Thompson. Assim, um homem inexperiente de 26 anos tornou-se o engenheiro militar chefe de fato do exército paraguaio:

Eu não tinha a pretensão de saber de engenharia militar ou de artilharia além do que eu poderia pegar em alguns livros que consegui obter no Paraguai e que estudei para a ocasião. Os principais deles foram "Fortificação de Campo" de Macaulay e "Os Documentos Profissionais do Corpo de Engenheiros Reais" e vários trabalhos sobre artilharia.

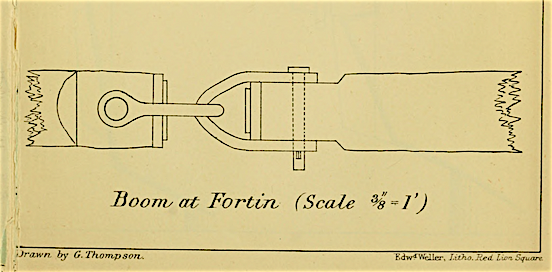
A lança de corrente simples e eficaz em Fortín projetada por Thompson. Feito de troncos de timbó unidos de ponta a ponta por grilhões de ferro, flutuava debaixo d'água para não ser afundado por tiros navais. (Thompson, 353 e Placa V.)

Improvisando, utilizou os recursos materiais e humanos do país e fez terraplanagens, fortificações e postos de artilharia. Suas obras mais notáveis foram as fortificações de Angostura e as trincheiras – construídas, sub-repticiamente, da noite para o dia, em audaciosa proximidade das posições dos Aliados – do Boquerón del Sauce e Curupaity; Angostura manteve a frota aliada afastada por várias semanas, e as trincheiras de Curupaity levaram à pior derrota dos aliados na guerra.
Thompson foi promovido ao posto de tenente-coronel do exército paraguaio e recebeu do presidente López a condecoração de Caballero del órden del mérito (Cavaleiro da Ordem do Mérito). Embora forçado a capitular em Angostura, os aliados lhe concederam as honras da guerra, pois ele se recusou a se render à discrição.

## Depois da guerra
Thompson passou alguns meses na Inglaterra em 1869, durante os quais escreveu The War in Paraguay: With a Historical Sketch of the Country and Its People and Notes Upon the Military Engineering of the War. Como Thompson tinha sido o estrangeiro com melhor acesso ao presidente López – de quem recebia ordens em guarani. – e a par de muitos assuntos militares, o livro é uma fonte importante sobre a história da guerra.
Thompson então retornou à América do Sul e se casou com uma paraguaia com quem teve três filhos. Após alguns trabalhos topográficos em Córdoba, Argentina, retornou ao Paraguai em 1870 e tornou-se engenheiro e gerente da ferrovia Assunção-Villarica. Ele morreu em Assunção em março de 1876, aos 37 anos.